# Balón de Oro 1978

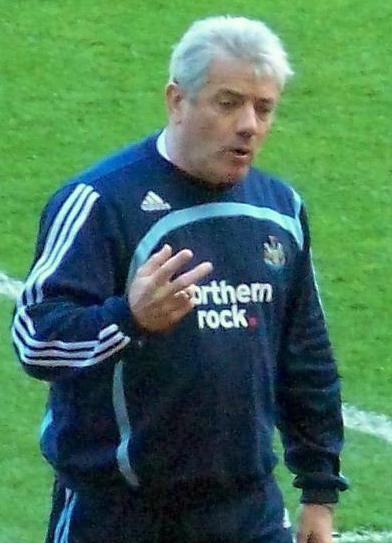
Foto De Kevin Keegan Como entrenador

La edición de 1978 del Balón de Oro, 23.ª edición del premio de fútbol creado por la revista francesa France Football, fue ganada por el inglés Kevin Keegan (Hamburgo).
El jurado estuvo compuesto por 26 periodistas especializados, de cada una de las siguientes asociaciones miembros de la UEFA: Alemania Occidental, Alemania Oriental, Austria, Bélgica, Bulgaria, Checoslovaquia, Dinamarca, España, Escocia, Finlandia, Francia, Grecia, Hungría, Inglaterra, Irlanda, Italia, Luxemburgo, Países Bajos, Polonia, Portugal, Rumanía, Suecia, Suiza, Turquía, Unión Soviética y Yugoslavia.
El resultado de la votación fue publicado en el número 1707 de France Football, el 27 de diciembre de 1978.

## Sistema de votación
Cada uno de los miembros del jurado elige a los que a su juicio son los cinco mejores futbolistas europeos. El jugador elegido en primer lugar recibe cinco puntos, el elegido en segundo lugar cuatro puntos y así sucesivamente.
De esta forma, se repartieron 390 puntos, siendo 130 el máximo número de puntos que podía obtener cada jugador (en caso de que los 26 miembros del jurado le asignaran cinco puntos).

## Clasificación final
| Puesto | Jugador               | Equipo                              | Votos | Votos | Votos | Votos | Votos | Votos | Puntos |
| Puesto | Jugador               | Equipo                              | 1º    | 2º    | 3º    | 4º    | 5º    | Total | Puntos |
| ------ | --------------------- | ----------------------------------- | ----- | ----- | ----- | ----- | ----- | ----- | ------ |
| 1º     | Kevin Keegan          | Hamburgo                            | 9     | 6     | 4     | 3     |       | 22    | 87     |
| 2º     | Hans Krankl           | Rapid Viena / Barcelona             | 8     | 3     | 8     | 2     | 1     | 22    | 81     |
| 3º     | Rob Rensenbrink       | Anderlecht                          | 3     | 4     | 4     | 3     | 1     | 15    | 50     |
| 4º     | Roberto Bettega       | Juventus                            | 1     | 1     | 2     | 6     | 1     | 11    | 28     |
| 5º     | Paolo Rossi           | Lanerossi Vicenza                   |       | 2     | 3     | 2     | 2     | 9     | 23     |
| 6º     | Ronnie Hellström      | Kaiserslautern                      | 2     | 1     |       | 1     | 4     | 8     | 20     |
|        | Ruud Krol             | Ajax                                | 1     | 2     |       | 2     | 3     | 8     | 20     |
| 8º     | Kenny Dalglish        | Liverpool                           |       | 1     | 1     | 1     | 1     | 4     | 10     |
|        | Allan Simonsen        | Borussia Mönchengladbach            |       | 1     |       | 2     | 2     | 5     | 10     |
| 10º    | Peter Shilton         | Nottingham Forest                   |       | 1     | 1     | 1     |       | 3     | 9      |
| 11º    | Arie Haan             | Anderelcht                          |       | 1     | 1     |       |       | 2     | 7      |
| 12º    | René van de Kerkhof   | PSV Eindhoven                       |       | 1     |       | 1     |       | 2     | 6      |
| 13º    | Antonio Cabrini       | Juventus                            | 1     |       |       |       |       | 1     | 5      |
|        | Willy van de Kerkhof  | PSV Eindhoven                       | 1     |       |       |       |       | 1     | 5      |
| 15º    | Johan Cruyff          | Barcelona                           |       | 1     |       |       |       | 1     | 4      |
|        | Graeme Souness        | Middlesbrough / Liverpol            |       | 1     |       |       |       | 1     | 4      |
|        | Zdeněk Nehoda         | Dukla Praga                         |       |       | 1     |       | 1     | 2     | 4      |
| 18º    | Marián Masný          | Slovan Bratislava                   |       |       | 1     |       |       | 1     | 3      |
| 19º    | Archie Gemmill        | Nottingham Forest                   |       |       |       | 1     |       | 1     | 2      |
|        | Marius Trésor         | Olympique Marsella                  |       |       |       | 1     |       | 1     | 2      |
| 21º    | João Alves            | Salamanca / Benfica                 |       |       |       |       | 1     | 1     | 1      |
|        | Rainer Bonhof         | Borussia Mönchengladbach / Valencia |       |       |       |       | 1     | 1     | 1      |
|        | Zbigniew Boniek       | Widzew Łódź                         |       |       |       |       | 1     | 1     | 1      |
|        | Franco Causio         | Juventus                            |       |       |       |       | 1     | 1     | 1      |
|        | Hansi Müller          | Stuttgart                           |       |       |       |       | 1     | 1     | 1      |
|        | Johan Neeskens        | Barcelona                           |       |       |       |       | 1     | 1     | 1      |
|        | Michel Platini        | Nancy                               |       |       |       |       | 1     | 1     | 1      |
|        | Karl-Heinz Rummenigge | Bayern Múnich                       |       |       |       |       | 1     | 1     | 1      |
|        | Didier Six            | Lens / Olympique Marsella           |       |       |       |       | 1     | 1     | 1      |
|        | François Van der Elst | Anderlecht                          |       |       |       |       | 1     | 1     | 1      |

## Curiosidades
- Última de las 12 veces consecutivas que Johan Cruyff aparece en la clasificación final del Balón de Oro.
- Primera de las 8 veces consecutivas que aparece Karl-Heinz Rummenigge en la clasificación final del Balón de Oro.